# 마법의 양탄자

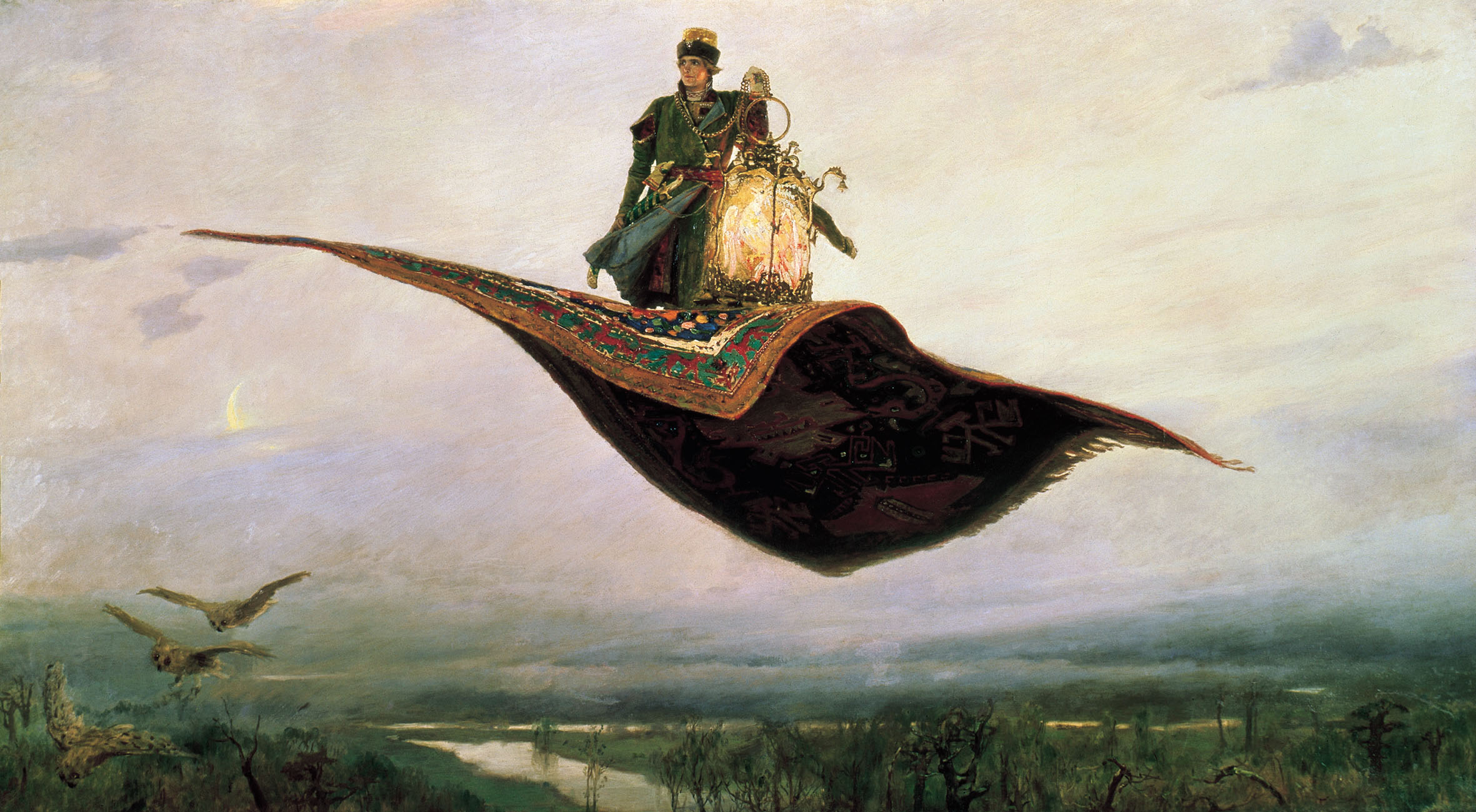

마법의 융단(magic carpet or flying carpet)은 이야기나 동화에 등장하는 가공의 융단이다. 하늘을 나는 융단이라고도 불려 등장 인물을 목적지에 신속하게 수송하는 편리한 도구로서 사용되는 것이 많다. 또 유원지에는 이 마법의 융단에 유래하는 「매직 카펫」이라는 절규 머신을 설치한 곳도 있다.

## 문학에서의 마법의 융단
마법의 융단은 옛날에는 성서로부터 현대의 문학 작품까지 많은 시대에 등장한다. 서양에서는 「천일야화」의 인기에 의해서 이 마법의 융단도 널리 알려지게 되었다. 천일야화에 마법의 융단이 등장하는 것은 가란판에서는 「아후맛드 왕자와 요정 파리-바누」(L'histoire du Prince Ahmed et de la fee Pari-Banou), 마르드류스 판에서는 「누렌나하르 공주와 아름다운 마녀의 이야기」이다.
고대 이스라엘의 솔로몬 왕의 마법의 융단은 견제로 녹색의 천에 금빛의 횡사가 들어가 있었다는 기술이 있다. 종횡 60마일(약 90 km)이라는 거대한 것이며, 왕이 융단에 앉으면 바람을 잡아 떠올라, 다마스쿠스에서 아침 식사를 취한 뒤에 미디어 (현재의 이란이나 아프가니스탄)에서 저녁 식사를 했다고 한다. 솔로몬 왕은 바람을 보기 좋게 조종해 목적지로 향해, 가끔 마법의 융단을 사람 척 하는 것만으로 4만 명의 사람을 죽였다. 또 비행중에는 새가 융단의 상공을 날아 햇볕으로부터 솔로몬 왕을 지켰다고 한다.
러시아의 민화에서는, 바바 야가라는 요괴가, 주인공에게 행선지를 알려 구르는 볼이나, 다리로 바뀌는 타올이라는 마법의 도구와 함께 이 마법의 융단을 이반에게 건네준다는 스토리가 있다. 이러한 도구는 이야기가 진행되는데 있어서 주인공의 큰 도움이 되는 것이 많아, 러시아의 화가 빅토르 바스네트후는 이러한 스토리에 영향을 받았다고 생각되는 마법의 융단의 그림을 남기고 있다.

## 마법의 융단이 등장하는 작품

### 소설
- 천일야화
- 아브다라와 하늘을 나는 융단(「마법사 하울과 불의 악마」의 자매편)

### 영화·드라마
- 히넌더리나 표주박섬

### 만화·애니메이션
- 알라딘
- 몬스터왕자 몽짱
- 도라에몽
  - 도라에몽 노비타의 마계대모험
  - 도라에몽 노비타의 도라비안 나이트
- 하 쿠션대마왕
- MAR

### 게임
- 울티마 (V, VII)
- 드래곤 퀘스트 시리즈
  - 드래곤 퀘스트 V 천공의 신부
  - 드래곤 퀘스트 VI 환상의 대지
  - 드래곤 퀘스트 VII 에덴의 전사들
- 바벨탑
- 와리오 랜드 아드반스요키의 보물